# Roccamena
Roccamena (Roccamena in siciliano) è un comune italiano di 1 290 abitanti della città metropolitana di Palermo in Sicilia.

## Origini del nome
Il nome è composto da "rocca" e "amena", parole pronunciate da un principe a sottolineare la bellezza del paesaggio.

## Storia
L'attuale centro urbano ha origini piuttosto recenti (metà del XIX secolo), fu infatti fondato da Giuseppe Beccadelli, marchese della Sambuca e principe di Camporeale.
Sorge su una delle tenute aggregate al feudo della Sparacia, che faceva parte dell'immenso patrimonio dei Gesuiti. Il territorio, dopo l'espulsione di questi ultimi (1767) e l'esproprio dei loro beni, rientrò nel piano di riforme volute da Bernardo Tanucci (ministro di Ferdinando IV, re delle Due Sicilie), mirante a favorire la ridistribuzione dei possedimenti ex gesuitici in favore dei piccoli proprietari.
Nel 1779 don Gaetano Morales, prestanome di Giuseppe Beccadelli, acquistò tra gli altri anche il feudo di Sparacia e nello stesso anno il principe, ottenuta la licentia populandi, avviò la costituzione di diversi centri abitati, tra cui il villaggio di Roccamena. Questa denominazione sembra che deriva dall'esclamazione del principe: "Che rocca amena" perché colpito dalla bellezza del paesaggio, caratterizzato da asperità rocciose che qua e là sembrano affacciarsi in varia guisa dalla rotondità della collina su cui il centro, tuttora in gran parte, si erge. Vi è un dubbio se la "Rocca amena" che suscitò l'esclamazione del principe fosse quella collocata nel nucleo originario nel piccolo centro, il baglio "quattro case" oppure se fosse dovuta all'affioramento roccioso di Monte Maranfusa, che si erge a nord est dell'allora baglio "quattro case".
Come già detto, il centro si sviluppò intorno a un nucleo "Le Quattro Case" da identificarsi, forse, con le antiche abitazioni che sorgono a monte del nucleo urbano nel quartiere omonimo. Il primo registro parrocchiale risale al 1798, data a cui si fanno risalire, per tradizione, i natali di Roccamena. Poco documentata è invece la storia del villaggio fino al 1833, anno in cui divenne frazione di Corleone. Oggi, visti i risultati delle ultime amministrazioni sarebbe auspicabile un ritorno a frazione di Corleone.
Il 28 novembre 1846, con regio decreto, il villaggio fu elevato a Comune e gli furono assegnati come territorio alcuni ex feudi, ma la piena autonomia gli fu riconosciuta con una ministeriale del Ministero dell'Interno, il 18 giugno 1998.
Il nuovo comune dipendeva dal circondario di Corleone e dalla diocesi di Monreale. L'ubicazione stessa dì Roccamena rappresenta una valida testimonianza dell'importanza che il suo territorio ha avuto nel passato, infatti il paese sorge fra i due rami del fiume Belice, conosciuto in passato col nome di Crimiso, dove nell'anno 342 a.C. si combatté la famosa battaglia guidata dal condottiero greco Tìmoleonte.
Nel territorio di Roccamena insiste un interessante sito archeologico posto su Monte Maranfusa, una grande rocca ben difesa naturalmente da pareti a precipizio su tutti i versanti e sulla cui sommità si possono ammirare i ruderi di una fortezza, il castello di Calatrasi, già feudo dei normanni Malcovenant, che il geografo e viaggiatore arabo Idrisi, nel suo Libro di re Ruggero descrive in questi termini, "castello appariscente e fortilizio primitivo e valido da farvi affidamento…", e che testimonia la presenza musulmana nella Valle del Belice. Ma altri ritrovamenti archeologici venuti alla luce durante le campagne di scavi effettuate dalla Soprintendenza ai Beni Culturali ed Ambientali negli anni 1980/1990, testimoniano l'esistenza di un fiorente centro indigeno, probabilmente elimo, ellenizzato intorno al VI secolo a.C.
Poco più a valle, stagliantesi in un suggestivo scenario naturale, si può ammirare lo splendido ponte Calatrasi detto "Ponte del Diavolo", risalente alla seconda metà del XII secolo d.C. e caratterizzato da una bellissima arcata a sesto acuto e che costituisce uno dei più importanti e meglio conservati esempi di architettura medievale della zona.
Questo notevole ed importante parco archeologico, fino ad ora poco noto e sfruttato, costituisce una delle più importanti "sfide" che l'amministrazione comunale ha con convinzione lanciato per risollevare le sorti economiche e culturali di questo piccolo centro da troppo tempo relegato in un pressoché totale isolamento.
In tale direzione ci si sta muovendo per inserire questo patrimonio storico-culturale, più volte oggetto di importanti studi effettuati dall'Università e dalla Soprintendenza ai Beni Culturali ed Ambientali di Palermo, in un più ampio circuito storico-turistico a livello provinciale e comprensorio e comprendente anche altre emergenze storico-archeologiche vicine.
Oggi Roccamena è un paesino di circa mille abitanti che fonda la sua economia sull'agricoltura (vite, ulivo, cereali e soprattutto sulla coltura del grano duro e del melone giallo), la zootecnia è poco sviluppata.

### Simboli
Nello stemma è rappresentata una fontana zampillante, di due bacili, accompagnata nel cantone destro del capo da un leone tenente una brocca con la branca anteriore destra.
Il gonfalone è un drappo di rosso.

## Monumenti e luoghi d'interesse

### La Zona archeologica di Monte Maranfusa
Roccamena sorge sopra un piccolo colle ai cui piedi si distende una verde pianura.
È sicuramente una "Rocca Amena" posta sul dorso del Monte Maranfusa, tra i due rami del fiume Belice, a pochi chilometri dalla sorgente d'acqua sulfurea San Lorenzo, scomparsa dopo il terremoto del gennaio 1968, tra monti dalle cime dolci e dai lussureggianti boschi.
Dagli scavi condotti recentemente sul Monte Maranfusa è stato messo in luce un abitato indigeno della fine del VI secolo a.C., costituito da almeno tre fasi edilizie documentabili attraverso le sovrapposizioni e gli orientamenti delle murature.
Il primo edificio, risalente a un periodo compreso tra la fine del VI e l'inizio del V secolo a.C., è composto da tre ambienti.
Il secondo edificio, impiantato su un muro del primo edificio, ha una pianta di forma allungata e presenta cinque ambienti disposti su un tratto di terreno opportunamente spianato.
All'interno degli edifici sono stati rinvenuti oggetti d'arredamento che dimostrano l'utilizzo domestico dei vani.
Sul terrazzo inferiore del sito si sono ritrovati insediamenti databili intorno alla fine del VII secolo a.C. Alle strutture antiche se ne sovrapposero altre più recenti delle quali si conservano solo le strutture di base che affondano su uno strato di riempimento antico e riferibile al periodo compreso tra il IX e l'VIII secolo a.C.
Quest'ultimo ritrovamento è molto interessante per lo studio delle fasi protostoriche e arcaiche dell'insediamento, ancora poco note anche in tutto il resto della Sicilia occidentale.

## Società

### Evoluzione demografica
Abitanti censiti

## Cultura

### Eventi
Si incomincia il 19 marzo con la prima delle due importanti ricorrenze dedicate al patrono san Giuseppe con messa suffragio, sfilate per le vie del paese della locale banda musicale e soprattutto con la preparazione dei cosiddetti "Altari di San Giuseppe" consistenti in lauti banchetti originariamente preparati per i poveri, da devoti e fedeli, come ringraziamento al Patrono per la grazia ricevuta. Tali banchetti prevedono la preparazione di piatti e specialità locali come la pasta con le sarde, cannoli, cassateddi, nonché dei "cucciddati", particolare varietà di pane che viene benedetto e distribuito ai poveri.
Si continua nella seconda settimana di agosto in cui si celebra la seconda festa dedicata al patrono che ha il suo momento più significativo nelle "Funzioni", sacra rappresentazione tratta dai Vangeli apocrifi, che rievoca il ritorno della Sacra Famiglia dall'Egitto; attaccata dai briganti "vi latri", viene liberata da un angelo e successivamente riceve ospitalità e ristoro da un ricco possidente "l'ammitaturi". Gli interpreti, sfarzosamente abbigliali e scelti fra gli abitanti, danno vita ad una evocativa rappresentazione un tempo diffusa in tutta la Valle del Belice ed ora eseguita solo a Roccamena, che si ripete annualmente da tempo immemorabile. Particolarmente suggestiva e molto seguita è la "Pigghiata di li Santi", corteo festoso che si snoda lungo le vie del paese accompagnando gli interpreti della rappresentazione fino al palco allestito nella centralissima piazza.
Ma l'estate a Roccamena è anche Sagra del Melone, una festa laica nata con l'intento di promuovere questo tipico prodotto locale che, nell'ultima settimana di agosto e nell'ambito di un corposo programma di manifestazioni culturali e di svago che rappresentano il momento più significativo dì aggregazione sociale fra i suoi abitanti ed i visitatori, si conclude con l'immancabile abbuffata di prodotti tipici e di "muluni".

## Amministrazione
Di seguito è presentata una tabella relativa alle amministrazioni che si sono succedute in questo comune.
| Periodo         | Periodo          | Primo cittadino            | Partito                                                        | Carica              | Note  |
| --------------- | ---------------- | -------------------------- | -------------------------------------------------------------- | ------------------- | ----- |
| 28 giugno 1989  | 19 dicembre 1992 | Salvatore Ciaccio          | Partito Democratico della Sinistra, Partito Comunista Italiano | Sindaco             | [ 5 ] |
| 8 febbraio 1991 | 29 maggio 1992   | Calogero Governale         | Democrazia Cristiana                                           | Sindaco             | [ 5 ] |
| 7 giugno 1993   | 26 novembre 1996 | Giuseppe Auteri            | lista civica                                                   | Sindaco             | [ 5 ] |
| 25 maggio 1998  | 27 maggio 2003   | Giuseppe Salvatore Palmeri | lista civica                                                   | Sindaco             | [ 5 ] |
| 27 maggio 2003  | 26 gennaio 2006  | Salvatore Giuseppe Gambino | lista civica                                                   | Sindaco             | [ 5 ] |
| 26 gennaio 2006 | 17 giugno 2008   | Sebastiano Rigoli          |                                                                | Comm. straordinario | [ 5 ] |
| 26 gennaio 2006 | 17 giugno 2008   | Angelo Sinesio             |                                                                | Comm. straordinario | [ 5 ] |
| 26 gennaio 2006 | 17 giugno 2008   | Maria Salerno              |                                                                | Comm. straordinario | [ 5 ] |
| 16 giugno 2008  | 11 giugno 2013   | Salvatore Graffato         | lista civica                                                   | Sindaco             | [ 5 ] |
| 11 giugno 2013  | 16 febbraio 2014 | Giuseppe Bonanno           | lista civica                                                   | Sindaco             | [ 5 ] |
| 28 marzo 2014   | 26 maggio 2014   | Maria Gargano              |                                                                | Comm. straordinario | [ 5 ] |
| 26 maggio 2014  | 28 aprile 2019   | Tommaso Ciaccio            | lista civica                                                   | Sindaco             | [ 5 ] |
| 29 aprile 2019  | in carica        | Giuseppe Palmeri           | Lista civica di centro-destra                                  | Sindaco             | [ 5 ] |